# Quod non fecerunt barbari, fecerunt Barberini
Quod non fecerunt barbari, fecerunt Barberini è una locuzione latina che, tradotta letteralmente, significa «quello che non fecero i barbari, lo fecero i Barberini».

## Storia
Il popolo romano sfogava tramite Pasquino, la più famosa statua parlante di Roma, il proprio disappunto denunciando ingiustizie e prepotenze sia della curia romana sia delle famiglie patrizie. Ebbene, fra le diverse «pasquinate» divulgate nel Seicento figurava proprio questa frase satirica, indirizzata a papa Urbano VIII Barberini e ai membri della sua famiglia per gli scempi edilizi di cui si resero responsabili: questi, in virtù delle cariche e dei poteri ottenuti, fecero danni alla città, dall'interno, maggiori di quelli che avrebbero potuto esser causati da un'invasione barbarica. 
In uno degli episodi più tristemente famosi, papa Urbano VIII nel 1625 fece asportare e fondere le travature bronzee del pronao del Pantheon, per costruire il baldacchino di San Pietro e i cannoni per Castel Sant’Angelo. L'origine del detto fu ascritta anche alla costruzione di palazzo Barberini con materiali presi dal Colosseo.
L'autore della celebre "pasquinata" è stato identificato in monsignor Carlo Castelli, ambasciatore del Duca di Mantova. Secondo il critico d'arte Sandro Barbagallo è il diario dello stesso Urbano VIII a rivelarlo:
L'autore, comunque, avrebbe attinto ad una considerazione che circolava alla corte papale, cui diede voce lo stesso medico personale di Urbano VIII, Giulio Cesare Mancini: "stando infatti agli Avvisi di Roma il 20 settembre 1625 il Mancini disse motteggiando, che quello che non hanno fatto i Barbari facevano i Barberini".

## Nella cultura di massa
In meno di cinquant'anni la pasquinata aveva raggiunto ampia notorietà, superando l'oceano, tanto da essere trasposta dallo scrittore Francis Daniel Pastorius in riferimento ai Medici.
Altra trasposizione fu avanzata da Luigi Russo, nella polemica politica contro la legge truffa.